# Cayenne–Félix Eboué repülőtér
A Cayenne–Félix Eboué repülőtér (IATA: CAY, ICAO: SOCA) egy nemzetközi repülőtér a Franciaországhoz tartozó Francia Guyanaban, Cayenne közelében. Éves utasforgalma 488 721 fő (2022).

## Kifutók
A repülőtér futópályái:
- 08/26

## Forgalom
Az utasforgalom az elmúlt években az alábbi módon változott:
| Utasok száma | 121 000 | 222 000 | 287 000 | 363 000 | 434 178 | 369 529 | 394 434 | 420 032 | 531 352 | 488 721 |
|              | 1980    | 1987    | 1992    | 1996    | 2000    | 2005    | 2009    | 2013    | 2018    | 2022    |

## Légitársaságok és úticélok
| Légitársaság | Célállomások                                                                                              |
| ------------ | --- |
| Air Caraïbes | Párizs–Orly                                                                                               |
| Air France   | Fort-de-France, Párizs-Charles de Gaulle repülőtér, Párizs–Orly, Pointe-à-Pitre Szezonális Charter: Belém |
| Air Guyane   | Camopi, Grand Santi, Maripasoula, Saint-Laurent du Maroni, Saül                                           |